# Suatopolk
Suatopolk, auch  Suantipolk, Swantopolk oder Svantopolk, war ein Herzog der Pomoranen zu Beginn des 12. Jahrhunderts. 
Eine zeitgenössische Überlieferung zu Suatopolk stammt aus der Chronik des Benediktinermönches Gallus Anonymus († nach 1116). Dieser berichtet, dass Suatopolk durch den polnischen Herzog Boleslaw III. Schiefmund, seinen Verwandten, in Nakel eingesetzt worden war. Die Lage dieses Amtssitzes verweist eher auf das östliche Pommern, in deutschen Texten zumeist Pommerellen genannt. Nachdem er jedoch gegenüber Herzog Boleslaw III. die versprochene Treue nicht hielt, wurde er 1111/1112 unterworfen und musste seinen Sohn als Geisel stellen. Etwas später berichtet die Chronik, dass bei neuen Kämpfen die Burg Nakel an Herzog Boleslaw III. übergeben wurde, weil die Verteidiger von Suatopolk keine Hilfe erwarteten. 
In den Krakauer Annalen ist für das Jahr 1122 ein „Zuetopolc dux Odrenis“ genannt. Ob dieser mit dem für Nakło genannten Suatopolk identisch ist, gehen die Einschätzungen der Historiker aus einander. Adolf Hofmeister nahm dies an; Roderich Schmidt ging demgegenüber von zwei verschiedenen Herzögen aus. 
Näheres ist über Herzog Suatopolk nicht bekannt. Insbesondere ist unbekannt, in welcher Beziehung Herzog Suatopolk zu dem in der Chronik des Gallus Anonymus einige Jahre zuvor genannten Herzog Suatobor stand. Auch über etwaige Beziehungen des ab den Brüdern Wartislaw I. († vor 1148) und Ratibor I. († 1156) belegten pommerschen Herzogsgeschlechts der Greifen zu vorher erwähnten Herzögen der Pomoranen ist nichts bekannt. 